# Bläserphilharmonie Aachen

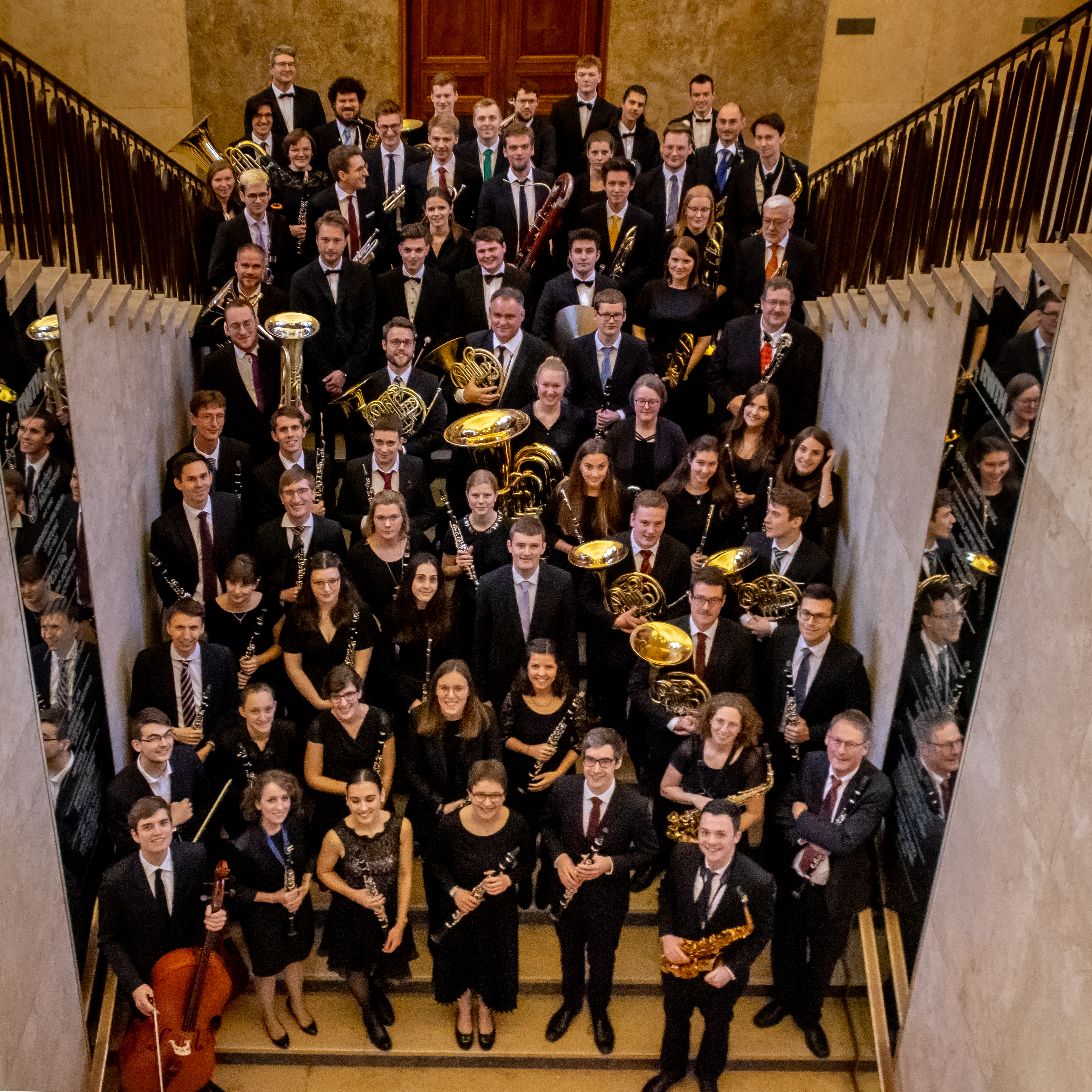
Bläserphilharmonie 2022

Die Bläserphilharmonie Aachen ist ein sinfonisches Blasorchester in der Ober- und Höchststufe, das in Aachen beheimatet ist. Der gleichnamige Trägerverein des Orchesters, Bläserphilharmonie Aachen e. V., wurde im Oktober 2013 von Studenten der RWTH Aachen gegründet. Die Bläserphilharmonie Aachen ist als studentische Eigeninitiative an der RWTH Aachen akkreditiert und unter den Hochschulorchestern in Aachen, dem Aachener Studentenorchester, Collegium Musicum der RWTH Aachen, Big Band der RWTH Aachen, Floodlight Musicals und dem Aachener HochschulSalonOrchester, das einzige Blasorchester. Die etwa 75 Mitglieder der Bläserphilharmonie Aachen sind zu einem Großteil Studentinnen und Studenten der Aachener Hochschulen, es gehören aber ebenso RWTH Alumni und Musikerinnen und Musiker der Großregion zum Orchester.

## Erfolge und Projekte
Beim Dirigentenwettbewerb des 6. Deutschen Musikfests 2019 in Osnabrück fungierte die Bläserphilharmonie Aachen als Probeorchester und spielte darüber hinaus ein Galakonzert unter der Leitung von Tobias Haussig.
Im Rahmen des Zukunftsforums „Aachen2025“ spielte das Orchester im August 2018 das Konzertprogramm „Bot or Not“ und Laserharfe. Dort wurden zwei Auftragskompositionen gespielt, eine von einem zeitgenössischen Komponisten und eine von einem Algorithmus, wobei weder Orchester, Dirigent noch Publikum bis zum Ende des Konzertes wussten, welche Komposition wie entstanden ist. 2019 wurde die Bläserphilharmonie dafür vom Sparda-Musiknetzwerk für „die außergewöhnlich kreative und zukunftsweisende Konzertprogrammatik [...], die im Bewusstsein für das kulturelle Erbe die musikalische Zukunft gestalten“, ausgezeichnet.
Im Jahr 2019 nahm die Bläserphilharmonie Aachen an der Yamaha-Blasorchester-Challenge teil und gewann als Sieger der Kategorie die „kreativste Performance“ ein Marimbaphon.
Nach der Pause durch die COVID-19-Pandemie nahm die Bläserphilharmonie Aachen im Jahr 2022 am Festival international musiques de universitaire (FIMU) im französischen Belfort teil und spielte dort zwei Konzerte. 
2024 spielte die Bläserphilharmonie Aachen im Rahmen ihres zehnjährigen Jubiläums ein Gemeinschaftskonzert unter der Leitung von Senne La Mela mit der Königlichen Harmonie von Thorn (Dirigent: Jan Cober).  

### World Music Contest Kerkrade
Besondere Erfolge konnte die Bläserphilharmonie Aachen bei ihren beiden Teilnahmen am Wereld Muziek Concours in Kerkrade 2017 und 2022 feiern. 2017 erreichte das Orchester in der ersten Division bei ihrer ersten Teilnahme unter der Leitung von Tobias Haussig mit dem Pflichtwerk The Unknown Journey (Philip Sparke) und ihrem Wahlwerk Time for Outrage! (Marco Pütz) 92,08 Punkte und damit eine Goldmedaille mit Auszeichnung. Unter allen Teilnehmern bedeutete dies den neunten Platz. 2022 konnte das Orchester den Erfolg bestätigen und erreichte unter der Leitung von Harry Vorselen mit dem Pflichtwerk Nitescence crépusculaire (Alexandre Kosmicki) und ihrem Wahlwerk Symphonie pour Orchestre d’Harmonie (Ida Gotkovsky) 90,00 Punkte, erneut eine Goldmedaille mit Auszeichnung und insgesamt den fünften Platz.

## Probe- und Konzertbetrieb
In der Regel werden pro Jahr zwei Arbeitsphasen organisiert, die sich an den Vorlesungszeiten der RWTH Aachen orientieren. In jeder Arbeitsphase wird ein neues Konzertprogramm einstudiert, das bei zwei Konzerten im Juni (Sommersemester) und Dezember (Wintersemester) aufgeführt wird. Geprobt wird von Anfang April bzw. Oktober wöchentlich am Dienstagabend und zusätzlich an einigen Probentagen am Wochenende. Bei Satzproben arbeitet die Bläserphilharmonie Aachen häufig mit Dozenten des Sinfonieorchesters Aachen und der Royal_Band of the Belgian Guides zusammen. Die Konzerte finden in der AachenMünchener Halle der RWTH Aachen am Templergraben statt. Zweimal gastierte die Bläserphilharmonie im Eurogress Aachen. 
Gelegentlich werden Kammerkonzerte veranstaltet, bei denen kleinere Ensembles auftreten. Die letzten beiden Kammerkonzerte fanden 2021 open air auf dem 4-Linden-Hof in Aachen-Vetschau und 2024 in der Kirche St. Adalbert statt. 

### Programm
Das Repertoire der Bläserphilharmonie Aachen beinhaltet viele Originalwerke bekannter Komponisten für sinfonisches Blasorchester, wie Johan de Meij, John Mackey, James Barnes, Alexander Comitas, Oscar Navarro, Alfred Reed, Ferrer Ferran, David Maslanka, Eric Whitacre, Samuel Hazo, Philip Sparke, Johannes Stert, Percy Grainger, Marco Pütz, Franco Cesarini, und Gustav Holst. Neben den Originalwerken für sinfonisches Blasorchester gehören einige Transkriptionen von Leonard Bernstein, Ottorino Respighi, Dmitri Schostakowitsch und Aram Chatschaturjan zum Repertoire. 

#### Besondere Werke
- 3. Sinfonie Die Tragische, James Barnes
- Armenische Rhapsody Nr. 1, Alexander Comitas/Ed de Boer
- Pini di Roma, Ottorino Respighi, transkr. Yoshihiro Kimura
- Belkis, Regina di Saba, Ottorino Respighi, transkr. Yoshihiro Kimura
- 1. Sinfonie The Lord of the Rings, Johan de Meij
- 2. Sinfonie Big Apple, Johan de Meij
- Divertimento, Oliver Waespi
- Symphonie pour Orchestre d’Harmonie, Ida Gotkovsky
- Nitescence crépusculaire, Alexandre Kosmicki

#### Uraufführungen
- Energy Transformation, Nik Bohnenberger, 2017[7]
- High Water Rising, Sally Lamb McCune, 2018 (europäische Uraufführung)
- Schattengänge, Marco Pütz, 2018
- Symphonia, Dirk Mattes, 2019
- Shutter Speed: 550s, Andreas Gömmel, 2019[8]

## Personen

### Dirigenten
- Tobias Haussig (Musikalischer Leiter 2013–2021)
  - Miguel Etchegoncelay (Gastdirigent 2018)[9]
  - Isabelle Ruf-Weber (Gastdirigentin 2019)[10]
- Jos Simons (Gastdirigent 2022)
- Harry Vorselen (Gastdirigent 2022 und 2023)
- Senne La Mela (Musikalischer Leiter seit 2023)[11]

### Solisten
- 2015: Stefan Jank, Klarinette
- 2016: Daniel Wenzel, Cello
- 2017: Steven Walker, Klarinette
- 2018: Christian Segmehl, Saxophon
- 2021: Imen El-Amouri, Gesang
- 2022: Anne-Sophie Lermyte, Sopran
- 2023: Ben Stümke, Trompete
- 2024: Bram Fournier, Posaune